# David Production
David Production Inc. (Nhật: 株式会社デイヴィッドプロダクション Hepburn: Kabushiki-gaisha Deividdo Purodakushon) là một hãng phim hoạt hình Nhật Bản được thành lập vào năm 2007 và có trụ sở chính tại Nishitōkyō, Tokyo. Các tác phẩm tiêu biểu của hãng bao gồm JoJo no Kimyō na Bōken, Hataraku Saibō và Enen no Shouboutai. Năm chữ cái đầu trong "David Production" viết tắt cho "Design Audio & Visual Illusion Dynamics".

## Lịch sử
David Production được thành lập bởi Kajita Kōji, cựu chủ tịch và nhà sản xuất cũ của Gonzo cùng với nhà sản xuất Okiura Taito sau khi cả hai rời Gonzo. Ban đầu, công ty chỉ là nhà thầu phụ cho các dự án hoạt hình khác, cho đến năm 2009, David Production là nhà thầu chính khi cho ra tác phẩm hoàn chỉnh đầu tay là Ristorante Paradiso.
Ngày 1 tháng 8 năm 2014, Fuji TV mua lại David Production.

## Tác phẩm

### Anime truyền hình
| Năm phát sóng | Tựa đề                                       | Đạo diễn                                        | Số tập | Ghi chú                                                                               | Nguồn         |
| ------------- | -------------------------------------------- | ----------------------------------------------- | ------ | ------------------------------------------------------------------------------------- | ------------- |
| 2009          | Ristorante Paradiso                          | Kase Mitsuko                                    | 11     | Chuyển thể từ bộ manga cùng tên của Ono Natsume.                                      | [ 3 ]         |
| 2009          | Tatakau Shisho                               | Shinohara Toshiya                               | 27     | Chuyển thể từ light novel của Yamagata Ishio.                                         | [ 8 ]         |
| 2011          | Level E                                      | Kato Toshiyuki                                  | 13     | Chuyển thể từ bộ manga của Togashi Yoshihiro. Hợp tác sản xuất với Pierrot.           | [ 9 ]         |
| 2011          | Ben-To                                       | Itakagi Shin                                    | 12     | Chuyển thể từ light novel của Asaura.                                                 | [ 10 ]        |
| 2012          | Inu × Boku SS                                | Tsuda Naokatsu                                  | 12     | Chuyển thể tử bộ manga của Fujiwara Cocoa.                                            | [ 11 ]        |
| 2012          | JoJo no Kimyō na Bōken                       | Tsuda Naokatsu Suzuki Kenichi                   | 26     | Chuyển thể từ bộ manga cùng tên của Araki Hirohiko.                                   | [ 12 ]        |
| 2013          | Hyperdimension Neptunia                      | Mukai Masahiro                                  | 12     | Dựa trên trò chơi điện tử của Idea Factory và Compile Heart.                          | [ 13 ]        |
| 2014          | JoJo no Kimyō na Bōken: Stardust Crusaders   | Tsuda Naokatsu Suzuki Kenichi                   | 48     | Phần tiếp theo của JoJo no Kimyō na Bōken.                                            | [ 14 ] [ 15 ] |
| 2016          | JoJo no Kimyō na Bōken: Diamond wa Kudakenai | Tsuda Naokatsu Takamura Yūta Kato Toshiyuki     | 39     | Phần tiếp theo của JoJo no Kimyō na Bōken: Stardust Crusaders.                        | [ 16 ]        |
| 2016          | Monster Hunter Stories: Ride On              | Hongo Mitsuru                                   | 75     | Dựa trên trò chơi điện tử Monster Hunter Stories của Capcom.                          | [ 17 ]        |
| 2017          | Sagrada Reset                                | Kawatsura Shinya                                | 24     | Chuyển thể từ light novel của Kōno Yukata.                                            | [ 18 ]        |
| 2018          | Thủ lĩnh Tsubasa                             | Kato Toshiyuki                                  | 52     | Chuyển thể từ bộ manga của Takahashi Yōichi.                                          | [ 19 ]        |
| 2018          | Hataraku Saibō                               | Suzuki Kenichi                                  | 13     | Chuyển thể từ bộ manga của Shimizu Akane.                                             | [ 20 ]        |
| 2018          | JoJo no Kimyō na Bōken: Ougon no Kaze        | Naokatsu Tsuda Kimura Yasuhiro Takahashi Hideya | 39     | Phần tiếp theo của JoJo no Kimyō na Bōken: Diamond wa Kudakenai.                      | [ 21 ]        |
| 2019          | Enen no Shouboutai                           | Yase Yuki                                       | 24     | Chuyển thể từ manga cùng tên của Ōkubo Atsushi.                                       | [ 22 ]        |
| 2019          | Ensemble Stars!                              | Soejima Yasufumi Hishida Mazakazu               | 24     | Dựa trên một trò chơi smartphone của Happy Elements.                                  | [ 23 ]        |
| 2020          | Enen no Shouboutai (mùa 2)                   | Minamikawa Tatsuma                              | 24     | Phần tiếp theo của Enen no Shouboutai.                                                | [ 24 ]        |
| 2020          | Strike Witches: Road to Berlin               | Takahashi Hideya Takamura Kazuhiro              | 12     | Phần tiếp theo của Strike Witches 2.                                                  | [ 25 ]        |
| 2021          | 2.43: Seiin Kōkō Danshi Volley-bu            | Kimura Yasuhiro                                 | 12     | Chuyển thể từ bộ light novel của Kabei Yukako.                                        | [ 26 ]        |
| 2021          | Hataraku Saibō!!                             | Ogura Hirofumi                                  | 8      | Phần tiếp theo của Hataraku Saibō.                                                    | [ 27 ]        |
| 2022          | JoJo no Kimyō na Bōken: Stone Ocean          | Suzuki Kenichi Kato Toshiyuki                   | 38     | Phần tiếp theo của JoJo no Kimyō na Bōken: Ougon no Kaze.                             | [ 28 ]        |
| 2022          | Urusei Yatsura                               | Takahashi Hideya, Kimura Yasuhiro               | 46     | Loạt anime mới của Urusei Yatsura; chuyển thể từ manga cùng tên của Takahashi Rumiko. | [ 29 ] [ 30 ] |
| 2023          | Undead Unluck                                | Yase Yuki                                       | 24     | Chuyển thể từ manga của Tozuka Yoshifumi.                                             | [ 31 ]        |
| 2025          | Enen no Shōbōtai San no Shō                  |                                                 |        | Mùa thứ ba của Enen no Shōbōtai .                                                     | [ 32 ]        |

### Phim anime chiếu rạp
| Năm công chiếu | Tựa đề                                                                      | Đạo diễn          | Thời lượng | Ghi chú                                                                    | Nguồn  |
| -------------- | --------------------------------------------------------------------------- | ----------------- | ---------- | -------------------------------------------------------------------------- | ------ |
| 2016           | planetarian: Hoshi no Hito                                                  | Tsuda Naokatsu    | 117 phút   | Dựa trên một visual novel của Key.                                         | [ 33 ] |
| 2020           | Hataraku Saibō!! Saikyō no teki, futatabi. Karada no naka wa "chō" ōsawagi! | Ogura Hirofumi    | 112 phút   | Dựa trên bộ manga của Shimizu Akane.                                       | [ 34 ] |
| 2021           | Misaki no Mayoiga                                                           | Kawatsura Shin'ya | 100 phút   | Chuyển thể từ tiểu thuyết của Kashiwaba Sachiko.                           | [ 35 ] |
| 2022           | Ensemble Stars!! Road to Show!!                                             | Hishida Masakazu  | 72 phút    | Dựa trên trò chơi smartphone Ensemble Stars! do Happy Elements phát triển. | [ 36 ] |

### Original video animation (OVA)
| Năm phát hành | Tựa đề                    | Đạo diễn                        | Số tập | Ghi chú                                             | Nguồn  |
| ------------- | ------------------------- | ------------------------------- | ------ | --------------------------------------------------- | ------ |
| 2009          | Dogs: Bullets & Carnage   | Abe Tatsuya                     | 4      | Chuyển thể từ bộ manga của Miwa Shirow.             | [ 37 ] |
| 2017          | Kishibe Rohan wa ugokanai | Karo Toshiyuki Soejima Yasufumi | 4      | Chuyển thể từ one-shot cùng tên của Araki Hirohiko. | [ 38 ] |

### Original net animation (ONA)
| Năm phát sóng | Tựa đề                               | Đạo diễn          | Số tập | Ghi chú                                       | Nguồn  |
| ------------- | ------------------------------------ | ----------------- | ------ | --------------------------------------------- | ------ |
| 2016          | planetarian ~Chiisana Hoshi no Yume~ | Tsuda Naokatsu    | 5      | Dựa trên visual novel cùng tên của Key.       | [ 33 ] |
| 2022          | Spriggan                             | Kobayashi Hiroshi | 6      | Chuyển thể từ bộ manga của Takashige Hiroshi. | [ 39 ] |

### Video âm nhạc
| Năm  | Tên         | Đạo diễn         | Ghi chú                              |
| ---- | ----------- | ---------------- | ------------------------------------ |
| 2012 | Lost Forest | Soejima Yasufumi | Dựa trên bài hát cùng tên của MOKA☆. |